# Litoria albolabris
Litoria albolabris es una especie de anfibio anuro del género Litoria de la familia Pelodryadidae.

## Distribución geográfica
Originaria de Papúa Nueva Guinea.